# Maurício Alves
Maurício Alves Peruchi, mais conhecido como Maurício Alves (Montanha, 2 de janeiro de 1990 — Saint-Quentin, 12 de abril de 2014) foi um futebolista brasileiro que atuou como atacante.

## Carreira
Iniciou sua carreira nas categorias de base do Fluminense, aonde também estreou profissionalmente no Campeonato Brasileiro em 2007.
No início de 2008, surgiram as especulações de sua saída para a Europa com possíveis propostas do Chelsea da Inglaterra e Villarreal da Espanha. Embora o Fluminense negasse a notícia. Até que, em junho do mesmo ano, Maurício seguiu para o Villarreal.
No ano de 2011, após estar insatisfeito por não estar sendo utilizado no time principal do Villarreal, Maurício retorna ao Brasil para atuar no Avaí. No time catarinense, Maurício Alves não conseguiu se firmar como titular e seu primeiro gol saiu somente no dia 5 de junho num jogo em que o Avaí acabou perdendo para o Santos na Vila Belmiro por 3–1 valendo pela 3ª rodado do Campeonato Brasileiro. Após apenas 20 jogos disputados e 1 gol marcado, Maurício Alves amargou junto com o Avaí o rebaixamento do Campeonato Brasileiro e foi dispensado um dia após o último jogo do time.

## Morte
Morreu em 12 de abril de 2014 em um acidente automobilístico na região de Saint-Quentin, na França. Estava atuando, na época, no Boulogne, clube da terceira divisão francesa.

## Títulos
Fluminense
- Copa do Brasil: 2007